# Голем Кораб
Голем Кораб (на македонска литературна норма: Голем Кораб; на албански: Maja e Korabit или Mali i Korabit) е най-високият връх на планината Кораб и също така най-високият връх в Република Северна Македония и в Албания.
Намира се в планината Кораб на границата между Северна Македония и Албания и е с височина 2753 метра. Съставен е предимно от филитоидни скали, а в подножието му се намират и юрски варовици. Върхът е остър, скалист, оголен и от него се открива изключителна панорамна гледка.
В Македония ежегодно се организира масово изкачване на върха около 8 септември.

## Галерия
- Кораб
- Снимка откъм Северна Македония
- Долина на Дълбока река с Корабския водопад на заден план
- Корабският водопад на Дълбока река
- Планина Кораб